# Кери
Ке́ри (грец. Ker) — у давньогрецькій міфології — утілення смерті; крилаті жіночі духи, діти Ночі, що хапають людську душу в мить, коли вона розлучається з тілом. Керами з часом називали ериній.